# Коста Тенишев
Коста Стоянов Тенишев с псевдоними Лютий и Костаджим е български революционер, одрински войвода на Вътрешната македоно-одринска революционна организация.

## Биография
Роден на 21 май 1878 година в Лозенград. Получава основно образование. В 1900 година заедно с братята си Христо Тенишев и Тодор Тенишев влиза във ВМОРО и е четник при Лазар Маджаров в периода 1900-1902 година. Участва на Конгреса на Петрова нива. Избран е за подвойвода на Янко Стоянов в Ковчаския и Тастепенския участък. Участва в Илинденско-Преображенското въстание, като завзема село Турско Кадиево. През 1906 година е четник при капитан Стамат Икономов в Одринско.
На 22 февруари 1943 година, като жител на Бургас, подава молба за българска народна пенсия, която е одобрена и пенсията е отпусната от Министерския съвет на Царство България.
Умира на 27 юни 1951 година в Бургас.